# Torbjörn Mårtensson
Torbjörn Bryde, född Mårtensson 17 februari 1972, är en svensk före detta friidrottare (sprinterlöpare) tävlande för Malmö AI.
1991 deltog Bryde i Junior-EM i Thessaloniki i Grekland där han noterade 10,68 i försöken och 10,73 i semifinalen.
Vid VM i Stuttgart 1993 var Bryde med i det svenska stafettlag på 4x100 meter som avancerade till final och där placerade sig på åttonde plats.
Bryde deltog i de Olympiska Sommarspelen 1996 där han ingick i det svenska stafettlag på 4x100 meter som placerade sig på femte plats i finalen med tiden 38,67. I semifinalen noterade laget den svenska rekordtiden 38,63.
Sin första individuella mästerskapsstart i seniorsammanhang gjorde Bryde vid VM i Athen 1997 där han blev utslagen i försöken på 100 meter med tiden 10,46. Han deltog också i det svenska stafettlaget på 4x100 meter som avancerade från försöken men sedan blev utslaget i semifinalen där laget noterade 38,89.

## Personliga rekord
| Utomhus - 100 meter: 10,32 s (Hamburg, Tyskland 23 juli 1997) - 200 meter: 21,27 s (Stockholm 29 augusti 1997) - 200 meter: 22,01 s (Thessaloniki, Grekland 10 augusti 1991) - 4 x 100 meter: 38,63 s (Sverige: Karlsson, Mårtensson, Hedner och Strenius), Atlanta, 2 augusti 1996 (svenskt rekord) | Inomhus - 60 meter – 6,64 s (Malmö 24 februari 1995) - 200 meter – 21,83 s (Malmö 25 januari 1998) |

### Fotnoter
1. 1 2 3 4  Wiger 2006, s. 36.
2. 1 2 3 4 5  Wiger 2006, s. 153.
3. 1 2 3  Wiger 2006, s. 154.
4. 1 2 3 4 5  ”Personsida på AllAthletics”. all-athletics.com. Arkiverad från originalet den 31 oktober 2016. https://web.archive.org/web/20161031024815/http://www.all-athletics.com/node/742630. Läst 30 oktober 2016.
5. ↑  ”Torbjörn Mårtensson - friidrott - profil”. SOK - Sveriges Olympiska Kommitte. https://sok.se/idrottare/idrottare/t/torbjorn-martensson.html. Läst 20 februari 2020.  ”Namnändring: senare Bryde”
6. 1 2 3  ”Torbjörn MARTENSSON | Profile”. www.worldathletics.org. https://www.worldathletics.org/athletes/sweden/torbjorn-martensson-9256. Läst 20 februari 2020.
7. ↑  ”:: friidrott.se :: - Svenska utomhusrekord”. www.friidrott.se. Arkiverad från originalet den 27 oktober 2020. https://web.archive.org/web/20201027020244/https://www.friidrott.se/rs/rekord/swerek/swerecout.aspx. Läst 20 februari 2020.
8. ↑  ”Athletics at the 1996 Atlanta Summer Games: Men's 4 Ã 100 metres Relay” (på engelska). Olympics at Sports-Reference.com. Arkiverad från originalet den 11 maj 2009. https://web.archive.org/web/20090511004153/http://www.sports-reference.com/olympics/summer/1996/ATH/mens-4-x-100-metres-relay.html. Läst 20 februari 2020.
9. ↑  ”Personsida hos IAAF”. iaaf.org. https://www.iaaf.org/athletes/sweden/torbjorn-martensson-9256. Läst 30 oktober 2016.
10. ↑  Holmberg 2009, s. 16.
11. ↑  Holmberg 2009, s. 50.